# 日本製鐵大阪製鉄所
日本製鐵大阪製鉄所（にほんせいてつおおさかせいてつじょ）は、大阪市大正区南恩加島町6に存在していた日本製鐵のかつての工場である。

## 歴史

### 大阪製鐵時代
- 1916年12月 - (旧)大阪製鐵設立[2]
- 1919年10月25日 - 職工七百余名が給料3割増、八時間労働制を要求、拒絶されてサボタージュ[3]。

### 日本製鐵時代
- 1936年5月 - 日本製鐵が独立系の(旧)大阪製鐵より事業を買収 (なお、全従業員728名のほとんどは全国労働組合同盟に加盟していた[4])
- 1945年 -  空襲により被災
- 1949年4月 - 大阪製鉄所が分離され、大鐵工業株式会社が設立される (現在の大阪製鐵 大阪恩加島工場)。